# Bitwa pod Kadyszem
Bitwa pod Kadyszem – bitwa stoczona 21 maja 1863 roku pod Kadyszem (ówcześnie powiat augustowski, obecnie Białoruś) pomiędzy oddziałem Józefa Ramotowskiego „Wawra” a wojskami rosyjskimi w czasie powstania styczniowego.
W maju 1863 roku oddział Ramotowskiego operujący w środkowej części guberni augustowskiej unikał starć z wojskami rosyjskimi. Rosjanie, mając na uwadze wcześniejsze nieudane wyprawy przeciw Ramotowskiemu (m.in. starcie pod Jastrzębną), wzmocnili swoje siły. 7 kompanii piechoty, wspartych Kozakami i objeszczykami, dowodzone przez mjr. Karlstötta, zajęło Krasne, Jasionowo, Jastrzębną i Mikaszówkę, zaś 2 kompanie piechoty z plutonem huzarów wysłane z Grodna, dowodzone przez kpt. Kułakowa, zajęły pozycje pod Sopoćkiniami.
Partie Wiktora Hłaski i Władysława Brandta zamierzały stoczyć walkę z siłami rosyjskimi pod Kadyszem, nie chcąc dopuścić do zajęcia przez Rosjan mostów na Kanale Augustowskim oraz Czarnej Hańczy. 21 maja połączone oddziały Hłaski i Brandta zajęły pozycje przy drodze z Kopciowa do Sopoćkiń, gdzie w starciu powstańcy stracili 14 ludzi.
Ramotowski, który otrzymał informację o planach Hłaski i Brandta, podjął 20 maja forsowny, osiemnastogodzinny marsz, by wesprzeć ich w walce. W nocy z 20 na 21 maja partia Ramotowskiego przekroczyła Kanał Augustowski oraz Czarną Hańczę i zatrzymała się w okolicach Rygola i Mikaszówki, gdzie ok. 7 rano zaatakowała ją kompania piechoty rosyjskiej oraz oddział kozaków. Ramotowski zmusił jednak przeciwnika do odwrotu. Następnie ruszył w stronę wsi Kodzie i ponownie pobił Rosjan nad rzeką Igorka. W trakcie półtoragodzinnej walki najpierw prowadzono ogień z odległości 500 kroków, następnie 200, na koniec zaś przeprowadzono udany atak kosynierów. Rosjanie rzucili się do ucieczki, ścigani przez Ramotowskiego aż pod Kadysz. Powstańcy zdobyli tabor oraz 300 karabinów. Rosjanie stracili ok. 120 zabitych. Ramotowski, chcąc uniknąć starć z większymi siłami rosyjskimi, wycofał się następnie do Puszczy Augustowskiej.
Bitwa pod Kadyszem była jednym z największych sukcesów oddziału Ramotowskiego. Po zwycięskiej walce oddział Ramotowskiego operował w powiatach sejneńskim, mariampolskim i kalwaryjskim, gdzie dołączały do niego kolejne partie i ochotnicy. Porażka i przesadzone wieści o liczebności powstańców zaniepokoiły Rosjan. W połowie czerwca książę Konstanty Romanow mianował Emila de Sayn Wittgensteina nowym naczelnikiem wojskowym guberni, nadając mu szerokie uprawnienia.